# 道南
道南（日语：／ Dōnan */?），指日本北海道的南部地區；沒有任何定義指出其確切範圍，但一般認為包含以下二個振興局：
- 渡島綜合振興局
- 檜山振興局